# ایستگاه متروی ائل‌گلی
ایستگاه متروی ائل‌گلی (شاه‌گلی) یکی از ایستگاه‌های متروی تبریز است که در مجاورت تفرجگاه ائل‌گلی تبریز واقع شده‌است. این ایستگاه، ایستگاه شمارهٔ ۱ خط یک است.

## مشخصات

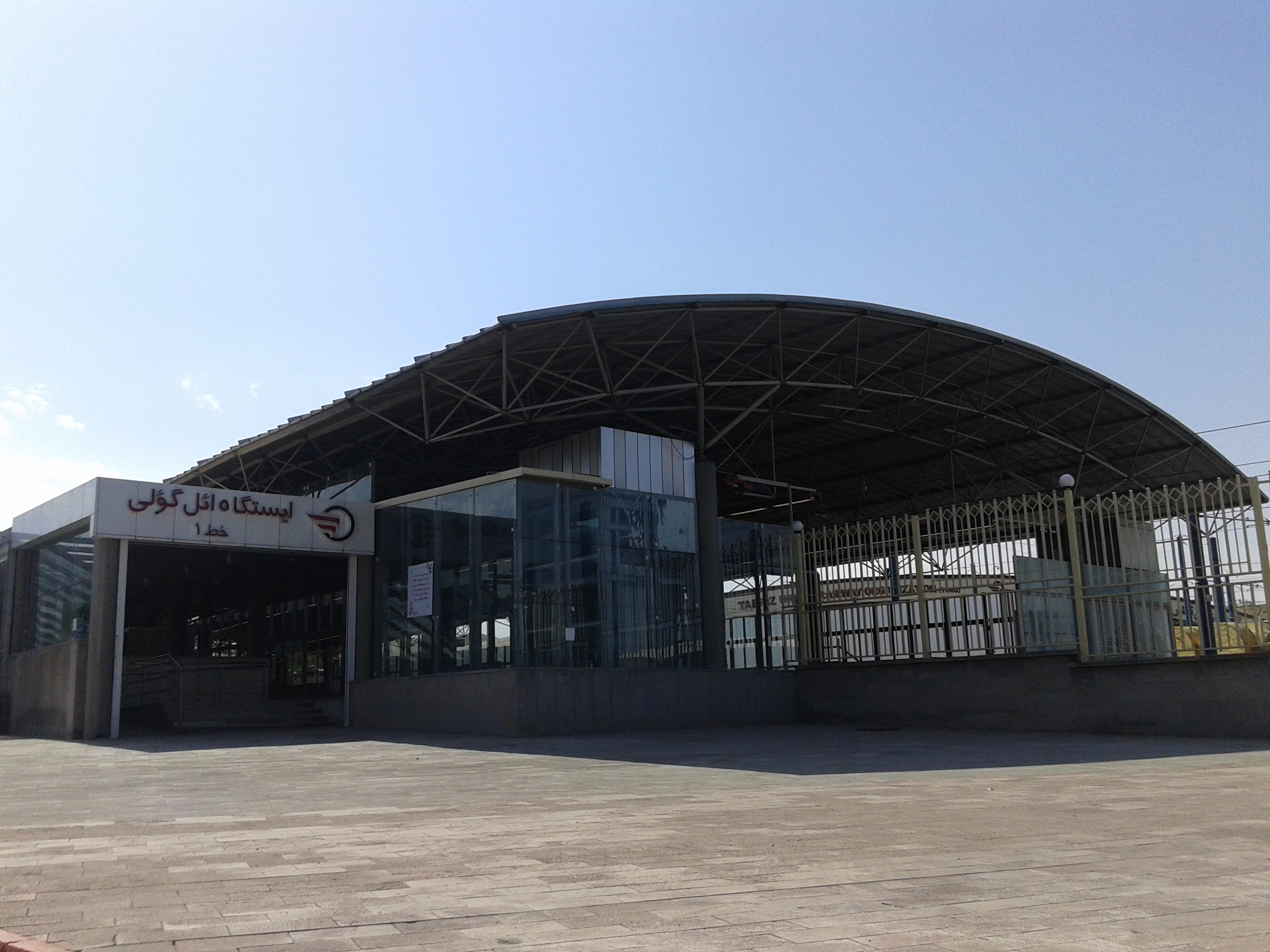
خروجی ایستگاه ائل‌گلی، خط یک متروی تبریز

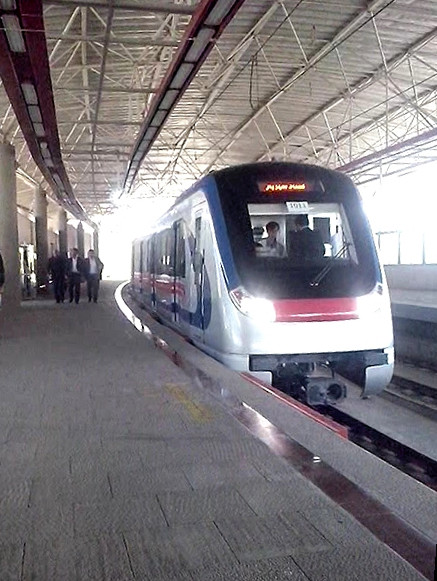
قطار مترو، در حال ورود به ایستگاه ائل‌گلی خط ۱ متروی تبریز

ایستگاه متروی ائل‌گلی در مجاورت دپوی ائل‌گلی و در خط ۱ متروی تبریز قرار گرفته و از نوع هم‌سطح است. مساحت عرصهٔ این ایستگاه ۳۲۹۲ متر مربع است.